# BOFH
BOFH (ang. Bastard Operator From Hell, w wersji polskiej: POPR, czyli Pieprzony Operator z Piekła Rodem) – fikcyjny bohater wymyślony przez Simona Travaglię. 
BOFH jest administratorem, który wyładowuje swoją złość na użytkownikach. Jest to jedna z najbardziej znanych w środowisku hakerów humoresek.
Określenie to bywa używane również przez użytkowników względem administratorów używanych przez nich systemów, jeżeli ci ostatni wykazują tendencje do niesprawiedliwego traktowania użytkowników wedle własnego uznania, podejrzewanego o jawną złośliwość.